# Segell de Ruanda
El segell de Ruanda fou adoptat el 25 d'octubre del 2001, juntament amb la nova bandera estatal, de la qual pren principalment els colors (blau, groc i verd), ja que els símbols oficials anteriors estaven massa associats amb la brutalitat del Genocidi de Ruanda.

## Descripció
Es tracta d'un emblema circular que s'aparta de les normes heràldiques convencionals (i per tant no es pot considerar un escut, en forma de corda de color verd lligada amb un nus per la part inferior, sota el qual hi ha una cinta groga on es llegeix el lema nacional en kinyarwanda: UBUMWE – UMURIMO – GUKUNDA IGIHUGU ('Unitat – Treball – Patriotisme'), en lletres majúscules de color negre. A dins el cercle, a la part superior, una altra cinta de color groc conté el nom oficial de l'estat: REPUBULIKA Y'U RWANDA ('República de Ruanda'). El motiu central és un cistell tradicional, acostat a la destra d'una planta de sorgo i a la sinistra d'una de cafè, elements que ressalten damunt una roda dentada de color blau; tot plegat sobremuntat per un sol radiant d'or com el de la bandera i acompanyat a banda i banda per uns escuts defensius.

## Emblema usat anteriorment

Emblema original (1962-2001)

El primer emblema de la República fou adoptat el 1964 arran de la independència i era de forma triangular, amb els costats laterals arrodonits. A dins hi figuraven un triangle invertit amb una aixada, una dalla i un arc tesat amb la fletxa, símbols del treball i de la defensa de les llibertats, i al voltant les inscripcions en francès corresponents al nom oficial de l'estat (RÉPUBLIQUE RWANDAISE) i el lema nacional (LIBERTÉ – COOPÉRATION – PROGRÈS, 'Llibertat – Cooperació – Progrés'). L'escut estava somat d'un colom i anava acompanyat a la punta d'una cinta carregada amb una branca d'olivera, símbols de pau. Acoblades darrere l'emblema hi havia dues banderes estatals, una a cada banda.